# Mustin (Ratzeburg)
Mustin er en kommune i det nordlige Tyskland, beliggende i Amt Lauenburgische Seen under Kreis Herzogtum Lauenburg. Kreis Herzogtum Lauenburg ligger i delstaten Slesvig-Holsten.

## Geografi
Mustin ligger ca. 12 km øst for Ratzeburg ved grænsen til delstaten Mecklenburg-Vorpommern, og dermed den tidligere grænse til Østtyskland. I 1989 blev der oprettet en grænseovergang ved Bundesstraße 208, som indledning til Tysklands genforening.